# إيونيت
إيونيت (أيضًا يونيت، إنيت) هي إلهة مصرية قديمة من كتاب الأمدوات. تُذكر هذه الإلهة في نصوص الأهرام رقم PT 1066، وعبدت لأول مرة مع تننيت إلهة حماية رحم الأم الحامل في الأسرة الحادية عشرة كزوجة للإله منتو في أرمنت. لعبت أرمنت دورًا مهمًا في إعادة توحيد مصر خلال الأسرة الحادية عشرة. وإلى هذه الفترة، يعود معبد منتو.
في الدولة الحديثة، تم إدراج إيونيت ضمن التاسوع المقدس في الكرنك. ولا يزال غير واضح ما إذا كانت هذه الإلهة هي نفسها إيونيت من عين شمس أم هي إلهة مختلفة.
إيونيت كانت إلهة صغيرة في الدين المصري القديم، واسمها يعني "سيدة أرمنت" أو "الأرمنتية".